# Kingsway
Kingsway is een Brits historisch motorfietsmerk.
De bedrijfsnaam was: Kingsway Motor Cycle Co., Coventry.
Dit merk produceerde van 1921 tot 1923 conventioneel gebouwde Britse motorfietsen met een eenvoudige 269cc-Arden-tweetaktmotor. De machine was leverbaar met directe riemaandrijving, maar ook met een tweeversnellingsbak en chain-cum-belt drive. Waarschijnlijk konden klanten ook kiezen voor een viertaktmotor, een 292cc-zijklepmotor van JAP.